# Kopstal
Kopstal (en luxembourgeois : Koplescht ) est une localité luxembourgeoise et le chef-lieu de la commune portant le même nom située dans le canton de Capellen.

## Géographie
Le village est traversé du sud au nord par la Mamer, un affluent de l’Alzette.

### Sections de la commune
- Bridel
- Kopstal (chef-lieu)

### Communes limitrophes
- Kehlen
- Ville de Luxembourg
- Steinsel
- Strassen
- Walferdange

## Histoire
La commune est née le 1er juillet 1853 du détachement de la section de Kopstal de la commune de Kehlen, ainsi que du détachement de Bridel et d’autres fermes de la commune de Steinsel.

## Politique et administration

### Liste des bourgmestres
| Identité                          | Période          | Période          | Durée                      | Étiquette     |
| Identité                          | Début            | Fin              | Durée                      | Étiquette     |
| --------------------------------- | ---------------- | ---------------- | -------------------------- | ------------- |
| Robert Bintener (d) (1923 - 2012) | 1954             | 1981             | 27 ans                     |               |
| Jean Ewen (d)                     | 1981             | 1987             | 6 ans                      | Är Equipe (d) |
| Josette Steichen-Rausch (d)       | 1988             | 2005             | 17 ans                     | DP            |
| Guy Linster (d) (1933 - 2021)     | 2005             | 2010             | 5 ans                      | Är Equipe (d) |
| Romain Adam (d)                   | 2010             | 27 novembre 2017 | 7 ans                      | Är Equipe (d) |
| Carlo Schmit (d)                  | 28 novembre 2017 | 19 novembre 2020 | 2 ans, 11 mois et 22 jours | DP            |
| Thierry Schuman (d) (né en 1960)  | 20 novembre 2020 | En cours         | 4 ans, 3 mois et 22 jours  | CSV           |

### Rattachements administratifs et électoraux
Le 8 octobre 2017, en parallèle des élections communales, un référendum consultatif a lieu dans la commune afin que les citoyens se prononcent sur un éventuel changement de circonscription électorale. Kopstal est actuellement une commune de la circonscription Sud pour les élections législatives.

## Population et société

### Démographie
L'évolution du nombre d'habitants est connue à travers les recensements de la population effectués dans le pays depuis 1821. Les recensements décennaux de la population permettent de caler les chiffres sur la composition de la population par sexe, âge, nationalité et commune de résidence. Entre deux recensements, la population au 1er janvier de l’année {\displaystyle x} est évaluée en ajoutant à la population au 1er janvier de l’année {\displaystyle x-1} les soldes naturel (naissances {\displaystyle -} décès) et migratoire (arrivées {\displaystyle -} départs) de l'année. La même méthode est appliquée pour la répartition par âge au 1er janvier et les effectifs totaux par nationalité. Depuis le 1er septembre 2023, le Luxembourg dénombre 100 communes.
Au 1er janvier 2024, la commune comptait 4 501 habitants.
| 1821 | 1851 | 1871 | 1880 | 1890 | 1900  | 1910  | 1922  | 1930  |
| ---- | ---- | ---- | ---- | ---- | ----- | ----- | ----- | ----- |
| 663  | 940  | 998  | 996  | 970  | 1 019 | 1 042 | 1 041 | 1 030 |

| 1935  | 1947  | 1960  | 1970  | 1978  | 1979  | 1981  | 1983  | 1984  |
| ----- | ----- | ----- | ----- | ----- | ----- | ----- | ----- | ----- |
| 1 010 | 1 060 | 1 484 | 2 295 | 2 911 | 2 986 | 3 023 | 2 990 | 2 960 |

| 1985  | 1986  | 1987  | 1988  | 1989  | 1990  | 1991  | 1992  | 1993  |
| ----- | ----- | ----- | ----- | ----- | ----- | ----- | ----- | ----- |
| 2 930 | 2 960 | 2 970 | 2 990 | 2 951 | 3 028 | 2 963 | 2 977 | 2 947 |

| 1994  | 1995  | 1996  | 1997  | 1998  | 1999  | 2000  | 2001  | 2002  |
| ----- | ----- | ----- | ----- | ----- | ----- | ----- | ----- | ----- |
| 2 962 | 2 974 | 2 980 | 3 002 | 2 936 | 2 987 | 2 990 | 3 002 | 3 001 |

| 2003  | 2004  | 2005  | 2006  | 2007  | 2008  | 2009  | 2010  | 2011  |
| ----- | ----- | ----- | ----- | ----- | ----- | ----- | ----- | ----- |
| 2 955 | 2 963 | 2 986 | 3 095 | 3 102 | 3 123 | 3 131 | 3 092 | 3 097 |

| 2012  | 2013  | 2014  | 2015  | 2016  | 2017  | 2018  | 2019  | 2020  |
| ----- | ----- | ----- | ----- | ----- | ----- | ----- | ----- | ----- |
| 3 126 | 3 167 | 3 250 | 3 337 | 3 448 | 3 673 | 3 839 | 3 884 | 4 038 |

| 2021  | 2022  | 2023  | 2024  | - | - | - | - | - |
| ----- | ----- | ----- | ----- | - | - | - | - | - |
| 4 116 | 4 185 | 4 286 | 4 501 | - | - | - | - | - |

Pour des raisons techniques, il est temporairement impossible d'afficher le graphique qui aurait dû être présenté ici.

## Culture locale et patrimoine

### Lieux et monuments
- L’église Saint-Nicolas.

### Personnalités liées à la commune
- Willy Kemp (1925-2021), coureur cycliste

### Héraldique, logotype et devise
| Blason de Kopstal | Blason  | Parti de sinople et d’azur à la branche d’osier feuillée de quatre pièces fleurie également de quatre pièces d’or mise en pal et brochant sur la partition. |
| Blason de Kopstal | Détails | Armoiries de la commune luxembourgeoise de Kopstal. |